# Volksbank Bruhrain-Kraich-Hardt
Die Volksbank Bruhrain-Kraich-Hardt eG war eine Genossenschaftsbank mit Sitz in Oberhausen-Rheinhausen in Baden-Württemberg. Im Jahre 2021 wurde die Bank mit der Volksbank Kraichgau eG verschmolzen.

## Geschichte
Die wirtschaftliche Situation war für die Bewohner der Region in den Gründerjahren des Deutschen Reiches schwierig. Trotz der Mitte des 19. Jahrhunderts durchgeführten Rheinkorrektur und des damit verbundenen Rückgangs der verheerenden Hochwässer waren Not und Armut groß. Die seit der Reichsgründung 1871 eingeleiteten Veränderungen, wie die Abschaffung der Zölle, Einführung der Gewerbefreiheit und die Schaffung einer einheitlichen Währung, führten zu einem Aufblühen der Wirtschaft. Nutznießer war jedoch nahezu ausschließlich die sich bildende kapitalstarke Großindustrie. Die mittelständischen und kleinen Handwerksbetriebe sahen sich gezwungen zu investieren, um gegen die wachsenden Großbetriebe bestehen zu können. Die Bevölkerung benötigte also dringend Kapital um investieren zu können. Die bestehenden Großbanken benötigten jedoch Sicherheiten, die meistens nicht vorhanden waren.
Nach dem Vorbild von Hermann Schulze-Delitzsch, der den Kredit als Schlüssel zur Selbstbehauptung der Handwerker und Landwirte sah, war es auch am 15. Dezember 1897 in Oberhausen soweit: 95 Bürger trafen sich unter Bürgermeister Simon Scheurer und dem Ortspfarrer Brogle, um den „Oberhausener Spar- und Darlehenskassen-Verein, eingetragene Genossenschaft mit unbeschränkter Haftpflicht“ zu gründen. Das Ziel der gegründeten Genossenschaft war laut des Gründungsstatutes „die Hebung der Wirtschaft und des Erwerbes der Mitglieder und Durchführung aller zur Erreichung dieses Zweckes geeigneten Maßnahmen, insbesondere vorteilhafte Beschaffung der wirtschaftlichen Betriebsmittel und günstiger Absatz der Wirtschaftserzeugnisse.“
1938 gelang es der Genossenschaft, das Wohnhaus in der Rheinhäuser Straße 19 (heute Kolpingstraße) zu erwerben und umzubauen. Die Spar- und Darlehenskasse Oberhausen hatte somit ihr erstes eigenes Banklokal. Am 14. April 1954 wurde die Bank in „Spar- und Kreditbank e.G.m.b.H.“ umbenannt. Damit wurde dem Wunsch der Mitglieder entsprochen, den Status der Haftpflicht von einer unbeschränkten in eine beschränkte Haftung zu ändern.

## Zusammenschlüsse
Im Laufe der Zeit erfolgte eine Reihe von Fusionen mit weiteren Genossenschaftsbanken.
- 1970: SKB Oberhausen eG mit der Raiffeisenbank Rheinhausen eG zur Spar und-Kreditbank Oberhausen-Rheinhausen eG
- 1983: Namensänderung von Spar- und Kreditbank Oberhausen-Rheinhausen eG auf Volksbank Oberhausen-Rheinhausen eG
- 1990: Fusion zwischen der Volksbank Oberhausen-Rheinhausen eG und der Bruhrainer Volksbank eG Philippsburg zur Bruhrainer Volksbank eG, Oberhausen-Rheinhausen

- 1999: Fusion zwischen der Bruhrainer Volksbank eG und der Volksbank Waghäusel eG
- 2003: Fusion zwischen der Bruhrainer Volksbank eG und der Raiffeisenbank Kraich-Hardt eG Forst zur heutigen Volksbank Bruhrain-Kraich-Hardt eG. Mit der Fusion der Raiffeisenbank Kraich-Hardt kam die am 30. Dezember 1871 gegründete Kreditbank Zeutern hinzu, welche die älteste Genossenschaftsbank im Landkreis Karlsruhe ist.
- 2021: Im Jahre 2021 folgte dann die Verschmelzung der Volksbank Bruhrain-Kraich-Hardt auf die Volksbank Kraichgau eG.

## Aus- und Weiterbildung
Das Ausbildungsangebot der Volksbank Bruhrain-Kraich-Hardt eG reichte von der Ausbildung zum Bankkaufmann/Bankkauffrau über die Ausbildung zum Finanzassistent/Finanzassistentin bis zum dualen Studium bei der dualen Hochschule Baden-Württemberg.

## Genossenschaftliche Finanzgruppe der Volksbanken Raiffeisenbanken
Die Bank war Teil der genossenschaftlichen Finanzgruppe Volksbanken Raiffeisenbanken und Mitglied beim Bundesverband der Deutschen Volksbanken und Raiffeisenbanken (BVR) sowie dessen Sicherungseinrichtung. 

## Gesellschaftliches Engagement
Als regionaler Förderer engagierte sich die Bank in Sport, Kultur, Kinder- und Jugendarbeit. Die IHK-Bildungsoffensive „Wirtschaft macht Schule“ nahm dabei einen großen Stellenwert ein. In diesem Zusammenhang bestanden Kooperationen mit insgesamt 15 Schulen.
Mit der Stiftung der Volksbank Bruhrain-Kraich-Hardt eG verfügte die Bank außerdem über eine Einrichtung, die der Unterstützung von kulturellen, sozialen, bildungspolitischen und sonstigen gemeinnützigen Zielen dient. Die Stiftung erbrachte ihre Leistungen sowohl durch die Vergabe von Fördermitteln für vorhandene gemeinnützige Einrichtungen und Organisationen als auch operativ durch eigenständige Projektarbeit.